# Oscar Peterson
Oscar Emmanuel Peterson Oscar Peterson (Mont-real, 15 d'agost de 1925 - Mississauga, 23 de desembre de 2007) va ser un pianista i compositor canadenc de jazz.
El seu estil, format durant els anys quaranta com en el cas d'altres pianistes com Erroll Garner i George Shearing, oscil·la entre el swing i el bop, i s'engloba dins de la tendència classicista o tradicional del jazz. Seguidor de Art Tatum, es tracta d'un pianista acústic de gran tècnica, amb una destacable capacitat per tocar amb velocitat i amb una gran habilitat pel swing, independentment del tempo d'execució. Són elogiades tant les seves interpretacions en grups petits com acompanyant a cantants, encara que els seus millors moments siguin com a solista. Encara que subestimat, Peterson és també compositor: Per exemple, va escriure i va gravar la famosa "Canadian Suite" en 1964. Diverses de les seves pròpies obres les ha gravat amb piano elèctric. Excepcionalment vocalista, la seva veu recorda a la de Nat King Cole.

## Biografia
Joventut
Peterson va néixer a Mont-real, Quebec, d'immigrants de les Índies Occidentals (Sant Kitts i les Illes Verges Britàniques); el seu pare va treballar com a porter al Canadian Pacific Railway. Peterson va créixer al barri de Little Burgundy a Mont-real. Va ser en aquest barri predominantment negre on va conèixer la cultura del jazz. Als cinc anys, Peterson va començar a perfeccionar les seves habilitats amb la trompeta i el piano, però un atac de tuberculosi als set anys li va impedir tornar a tocar la trompeta, així que va dirigir tota la seva atenció al piano. El seu pare, Daniel Peterson, trompetista i pianista aficionat, va ser un dels seus primers professors de música, i la seva germana Daisy li va ensenyar piano clàssic. Peterson era persistent en la pràctica d'escales i estudis clàssics.
Quan era nen, Peterson va estudiar amb el pianista hongarès Paul de Marky, alumne d'István Thomán, que ell mateix va ser alumne de Franz Liszt, de manera que la seva formació inicial es va basar principalment en el piano clàssic. Però va quedar captivat pel jazz tradicional i el boogie-woogie i va aprendre diverses peces de ragtime. Va ser anomenat "el bombarder marró del Boogie-Woogie".
Als nou anys, Peterson tocava el piano amb un grau de control que va impressionar els músics professionals. Durant molts anys els seus estudis de piano van incloure entre quatre i sis hores de pràctica diària. Només en els seus últims anys va reduir la seva pràctica a una o dues hores diàries. El 1940, amb catorze anys, va guanyar el concurs nacional de música organitzat per la "Canadian Broadcasting Corporation". Després d'aquesta victòria, va abandonar la "High School of Montreal", on va tocar en una banda amb Maynard Ferguson. Es va convertir en un pianista professional, protagonitzant un programa de ràdio setmanal i tocant a hotels i sales de música. En la seva adolescència va ser membre de la "Johnny Holmes Orchestra". De 1945 a 1949 va treballar en un trio i va gravar per a Victor Records. Va gravitar cap al boogie-woogie i el swing amb una afició particular per Nat King Cole i Teddy Wilson. Quan tenia 20 anys, ja havia desenvolupat una reputació com a pianista tècnicament brillant i melòdicament inventiu.

## Duos, trios i quartets
Segons una entrevista amb Granz al documental del 2021 Oscar Peterson: Black + White, en un taxi de camí a l'aeroport de Mont-real, Norman Granz va escoltar un programa de ràdio que emetia des d'un club local. Va quedar tan impressionat que va dir al conductor que el portés al club perquè pogués conèixer el pianista. Granz havia vist Peterson abans d'això, però estava decepcionat. El 1949 va presentar Peterson a la ciutat de Nova York en un concert de "Jazz at the Philharmonic" al Carnegie Hall. Va continuar sent l'entrenador de Peterson durant la major part de la seva carrera. Això va ser més que una relació directiva; Peterson va elogiar Granz per defensar-lo a ell i a altres músics de jazz negres al sud segregacionista dels Estats Units dels anys 50 i 60. Al vídeo documental "Music in the Key of Oscar", Peterson explica com Granz es va enfrontar a un policia del sud amb armes que volia impedir que el trio fes servir taxis "només per a blancs".
El 1950, Peterson va treballar en duo amb el contrabaixista Ray Brown. Dos anys després van afegir el guitarrista Barney Kessel. Aleshores, Herb Ellis va intervenir després que Kessel es cansés de girar. El trio va romandre junts de 1953 a 1958, sovint fent gires amb "Jazz at the Philharmonic".
"La manera de mirar aquesta nit" (1965)
0:31
Mostra de The Way You Look Tonight
Teniu problemes per reproduir aquest fitxer? Consulteu l'ajuda dels mitjans.
Peterson també va treballar en duos amb Sam Jones, Niels-Henning Ørsted Pedersen, Joe Pass, Irving Ashby, Count Basie i Herbie Hancock.
Va considerar el trio amb Brown i Ellis "l'escenari més estimulant" i productiu per a actuacions públiques i enregistraments d'estudi. A principis de la dècada de 1950, va començar a actuar amb Brown i el bateria Charlie Smith com a "Oscar Peterson Trio". Poc després Smith va ser substituït pel guitarrista Irving Ashby, que havia estat membre del "Nat King Cole Trio". Ashby, que era un guitarrista de swing, aviat va ser substituït per Kessel. El seu darrer enregistrament, On the Town with the Oscar Peterson Trio, gravat en directe a la Town Tavern de Toronto, va capturar un grau notable d'entesa emocional i musical entre tres intèrprets.
Quan Ellis va marxar el 1958, van contractar el bateria Ed Thigpen perquè consideraven que cap guitarrista es podia comparar amb Ellis. Brown i Thigpen van treballar amb Peterson als seus àlbums Night Train i Canadiana Suite. Tots dos van marxar el 1965 i van ser substituïts pel baixista Sam Jones i el bateria Louis Hayes (i més tard, el bateria Bobby Durham). El trio va actuar junts fins al 1970. El 1969 Peterson va gravar Motions and Emotions amb arranjaments orquestrals de "Yesterday" i "Eleanor Rigby" de The Beatles. A la tardor de 1970, el trio de Peterson va publicar l'àlbum Tristeza on Piano. Jones i Durham van marxar el 1970.

A la dècada de 1970 Peterson va formar un trio amb el guitarrista Joe Pass i el baixista Niels-Henning Ørsted Pedersen. Aquest trio va emular l'èxit del trio dels anys 50 amb Brown i Ellis i va fer actuacions aclamades en festivals. El seu àlbum The Trio va guanyar el premi Grammy de 1974 a la millor interpretació de jazz per un grup. El 22 d'abril de 1978, Peterson va actuar en l'acte d'interval per al Festival de la Cançó d'Eurovisió 1978 que es va retransmetre en directe des del Palais des Congrès de París. El 1974 va afegir el bateria britànic Martin Drew. Aquest quartet va fer gires i gravar àmpliament per tot el món. Pass va dir en una entrevista de 1976: 
| « | "Els únics nois que he sentit que s'acosten al domini total dels seus instruments són Art Tatum i Peterson". | » |

 Peterson estava obert a col·laboracions experimentals amb músics de jazz com el saxofonista Ben Webster, el trompetista Clark Terry i el vibrafonista Milt Jackson. El 1961, el trio Peterson amb Jackson va gravar l'àlbum Very Tall. Els seus enregistraments en solitari van ser rars fins a Exclusively for My Friends (MPS), una sèrie d'àlbums que van ser la seva resposta a pianistes com Bill Evans i McCoy Tyner. Va gravar per a Pablo, liderat per Norman Granz, després de la fundació del segell el 1973, inclosa la banda sonora del thriller de 1978 The Silent Partner. A la dècada de 1980 va tocar en duo amb el pianista Herbie Hancock. A finals de la dècada de 1980 i 1990, després d'un ictus, va fer actuacions i enregistraments amb el seu protegit Benny Green. Als anys 90 i 2000 va gravar diversos àlbums acompanyats d'un combo per a Telarc.

## Mala salut i anys posteriors
Peterson tenia artritis des de la seva joventut, i en anys posteriors va tenir problemes per abotonar-se la camisa. Mai esvelt, el seu pes va augmentar fins a 125 kg (276 lliures), dificultant la seva mobilitat. Va tenir una cirurgia de reemplaçament de maluc a principis de la dècada de 1990. Tot i que la cirurgia va tenir èxit, la seva mobilitat encara es veia obstaculitzada. L'any 1993, un ictus li va debilitar el costat esquerre i el va retirar de la feina durant dos anys. Durant el mateix any, el primer ministre entrant Jean Chrétien, el seu amic i fan, li va oferir el càrrec de tinent governador d'Ontario. Segons Chrétien, Peterson va declinar la feina a causa de la mala salut relacionada amb l'ictus.

Tot i que va recuperar una certa destresa a la mà esquerra, la seva manera de tocar el piano es va reduir i el seu estil es basava principalment en la seva mà dreta. El 1995 va tornar a espectacles públics puntuals i va gravar per a Telarc. El 1997 va rebre el "Grammy Lifetime Achievement Award" i un "International Jazz Hall of Fame Award". El seu amic, el polític canadenc i pianista aficionat Bob Rae, va dir que 
| « | "un Oscar amb una sola mà era millor que qualsevol persona amb dues mans". | » |

 El 2003, Peterson va gravar el DVD A Night in Vienna per a Verve amb Niels-Henning Ørsted Pedersen, Ulf Wakenius i Martin Drew. Va continuar de gira pels Estats Units i Europa, encara que com a màxim un mes a l'any, amb descans entre concerts.
El 2007, la seva salut va decaure. Va cancel·lar els seus plans per actuar al Festival de Jazz de Toronto i un concert d'estrelles al Carnegie Hall que s'havia de donar en honor seu. Peterson va morir el 23 de desembre de 2007 d'una insuficiència renal a la seva casa de Mississauga, Ontario.
El 2021, Barry Avrich va produir un documental sobre la vida de Peterson titulat Oscar Peterson: Black + White que es va estrenar al Festival Internacional de Cinema de Toronto.
Vida personal
Peterson es va casar quatre vegades. Va tenir set fills amb tres de les seves dones. Fumava cigarrets i una pipa i sovint intentava trencar l'hàbit, però engreixava cada vegada que parava. Li encantava cuinar i es va mantenir gras durant tota la seva vida.

## Compositor i professor
Peterson va ensenyar piano i improvisació al Canadà, principalment a Toronto. Amb els seus associats, va començar i va dirigir l'Escola Avançada de Música Contemporània a Toronto durant cinc anys durant la dècada de 1960, però es va tancar perquè les gires els van convocar a ell i als seus associats, i no tenia finançament del govern. Més tard, va ser mentor del programa de jazz de la Universitat de York i va ser rector de la universitat durant diversos anys a principis de la dècada de 1990. Va publicar estudis de piano jazz per a la pràctica. Va demanar als seus alumnes que estudiessin la música de Johann Sebastian Bach, especialment el Clave ben temperat, les Variacions Goldberg i L'art de la fuga, considerant aquestes peces per a piano essencials per a tot pianista serios. Entre els seus estudiants hi havia els pianistes Benny Green i Oliver Jones.

## Influències
Peterson va ser influenciat per Teddy Wilson, Nat King Cole, James P. Johnson i Art Tatum, amb qui molts van comparar Peterson en anys posteriors. Després que el seu pare toqués un disc de "Tiger Rag" de Tatum, es va sentir intimidat i desil·lusionat, deixant el piano durant diverses setmanes. "Tatum em va matar de por", va dir Peterson, i va afegir que "mai més va ser arrogant" amb la seva habilitat al piano. Tatum va ser un model per a la música de Peterson durant les dècades de 1940 i 1950. Tatum i Peterson es van fer bons amics, tot i que Peterson sempre va ser tímid a l'hora de ser comparat amb Tatum i poques vegades tocava el piano en presència de Tatum.
Peterson també va acreditar a la seva germana, una professora de piano a Mont-real que també va ensenyar a diversos altres músics de jazz canadencs, com a professora important i influència en la seva carrera. Sota la tutela de la seva germana, Peterson es va expandir cap a la formació de piano clàssic i va ampliar el seu ventall alhora que dominava el nucli del pianisme clàssic des d'escales fins a preludis i fugues de Johann Sebastian Bach.
A partir del pianisme i l'estètica de Tatum, Peterson també va absorbir les influències musicals de Tatum, sobretot dels concerts per a piano de Sergei Rachmaninoff. Les harmonitzacions de Rachmaninoff, així com les cites directes del seu 2n Concert per a piano, estan escampades per molts enregistraments de Peterson, inclòs el seu treball amb la formulació més familiar de l'Oscar Peterson Trio, amb el baixista Ray Brown i el guitarrista Herb Ellis. Durant les dècades de 1960 i 1970 Peterson va fer nombrosos enregistraments en trio destacant les seves interpretacions de piano; revelen més el seu estil eclèctic, absorbint influències de diversos gèneres de jazz, música popular i clàssica.
Segons el pianista i educador Mark Eisenman, algunes de les millors interpretacions de Peterson van ser com a acompanyant discret de la cantant Ella Fitzgerald i el trompetista Roy Eldridge.
Peterson és considerat un dels grans pianistes de jazz de la història Duke Ellington l'anomenava el "Maharaja del teclat", simplement "OP". pels seus amics, i informalment a la comunitat del jazz com "el rei del swing interior".

## Premis i guardons
- 1975 Millor actuació de jazz d'un grup The Trio
- 1977 Millor interpretació de jazz per un solista The Giants
- 1978 Millor interpretació instrumental de jazz, solista Oscar Peterson Jam – Montreux '77
- 1979 Millor interpretació instrumental de jazz, solista Oscar Peterson and The Trumpet Kings – Jousts
- 1990 Millor interpretació instrumental de jazz, grup Live at the Blue Note
- 1990 Millor interpretació instrumental de jazz, solista The Legendary Oscar Peterson Trio Live at the Blue Note
- 1991 Millor interpretació instrumental de jazz, grup Saturday Night at the Blue Note
- 1997 Premi a la trajectòria per la carrera de solista instrumental.

## Altres premis

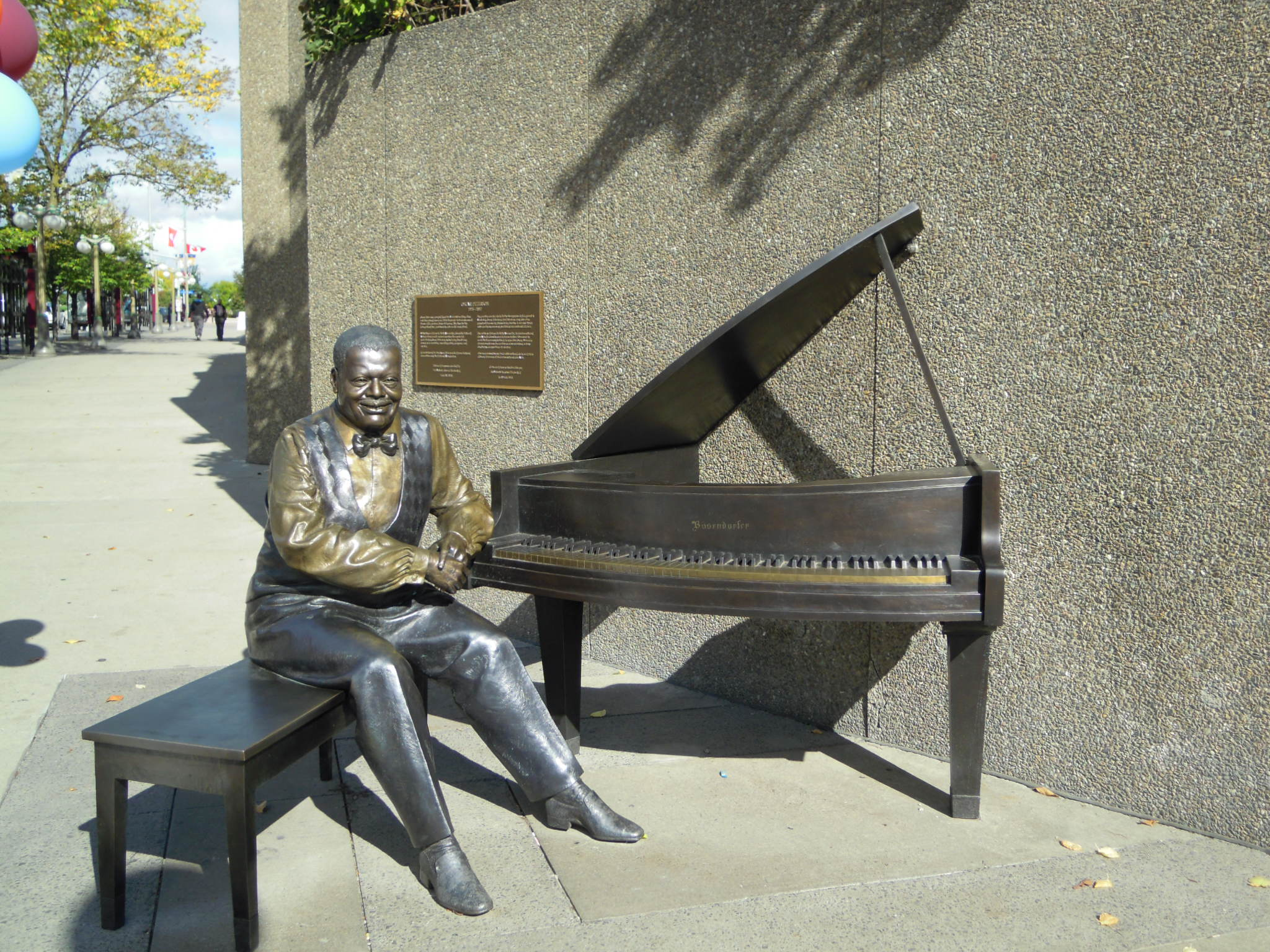
Estatua d'Oscar Peterson. Va ser presentada per la reina Isabel II al National Arts Centre d'Ottawa el juny de 2010.

- Pianista de l'any, DownBeat magazine, 1950, i va tornar a guanyar durant els propers 12 anys[36]
- Order of Canada, Officer, 1972; Companion, 1984[37]
- Canadian Version of the Queen Elizabeth II Silver Jubilee Medal, 1977
- Canadian Music Hall of Fame, 1978
- Martin Luther King Jr. Achievement Award, Black Theatre Workshop, 1986
- Roy Thomson Award, 1987
- Toronto Arts Award per a l'èxit de tota la vida, 1991
- Governor General's Performing Arts Award, 1992
- Order of Ontario, member 1992[38]
- 125th Anniversary of the Confederation of Canada Medal, 1992
- Glenn Gould Prize, 1993
- International Society for Performing Artists award, 1995
- Loyola Medal of Concordia University, 1997[36]
- Praemium Imperiale World Art Award, 1999
- Oscar Peterson Concert Hall named at Concordia University, 1999[39]
- UNESCO Music Prize, 2000
- Toronto Musicians' Association Musician of the Year, 2001
- SOCAN Special Achievement Award, 2008[40]
- Canadian Version of the Queen Elizabeth II Golden Jubilee Medal, 2002[41]
- Canada's Walk of Fame, 2013
- Canadian Jazz and Blues Hall of Fame
- Juno Award Hall of Fame
- BBC Radio Lifetime Achievement Award
- National Order of Quebec, Chevalier
- Ordre des Arts et des Lettres, France
- Civic Award of Merit, City of Mississauga, 2003[42]
- Oscar Peterson Theatre, Canadian Embassy, Tokyo, Japan, 2007
- Oscar Peterson Hall, University of Toronto Mississauga, 2008[43]
- Oscar Peterson Public School, Stouffville, 2009[44]
- Parc Oscar-Peterson, Little Burgundy, Montreal, renamed in Peterson's honour 2009[45]
- Statue of Oscar Peterson unveiled in Ottawa by Queen Elizabeth II, 2010[46][47]
- Jazz Born Here, mural by Gene Pendon depicting Oscar Peterson, at Rue Saint-Jacques and Rue des Seigneurs in Montreal[48]
- Historica Canada Heritage Minute, 2021[49]
- Honorary degrees from Berklee College of Music, Carleton University, Queen's University, Concordia University,[50] Université Laval, McMaster University, Mount Allison University, Niagara, Northwestern, University of Toronto, University of the West Indies, University of Western Ontario,[51] University of Victoria, and York University
- (Anunciat) La plaça pública s'anomenarà en honor a Oscar Peterson, Montreal, 2021[52]

## Instruments
- Bösendorfer pianos - 1980s and 2000s, algunes actuacions a partir dels anys 70.
- Yamaha - Acoustic and Disklavier- 1998–2006 al Canadà (gires i gravació)
- Steinway & Sons Model A (que actualment resideix a Village Studios a Los Angeles) - la majoria de les actuacions des dels anys 40 fins als 80, alguns enregistraments.
- Baldwin pianos - algunes actuacions als EUA, algunes gravacions.
- C. Bechstein Pianofortefabrik pianos - algunes actuacions i enregistraments a Europa.
- Petrof pianos - algunes actuacions a Europa.
- Clavichord - al àlbum Porgy and Bess amb Joe Pass
- Fender Rhodes piano elèctric - diversos enregistraments.
- Synthesizer - diversos enregistraments.
- Hammond organ - algunes actuacions en directe i diversos enregistraments.
- Vocals - algunes actuacions en directe i diversos enregistraments.